# Lamawalang (Larantuka)
Lamawalang is een bestuurslaag in het regentschap Flores Timur van de provincie Oost-Nusa Tenggara, Indonesië. Lamawalang telt 921 inwoners (volkstelling 2010).